# 익스텐션 튜브

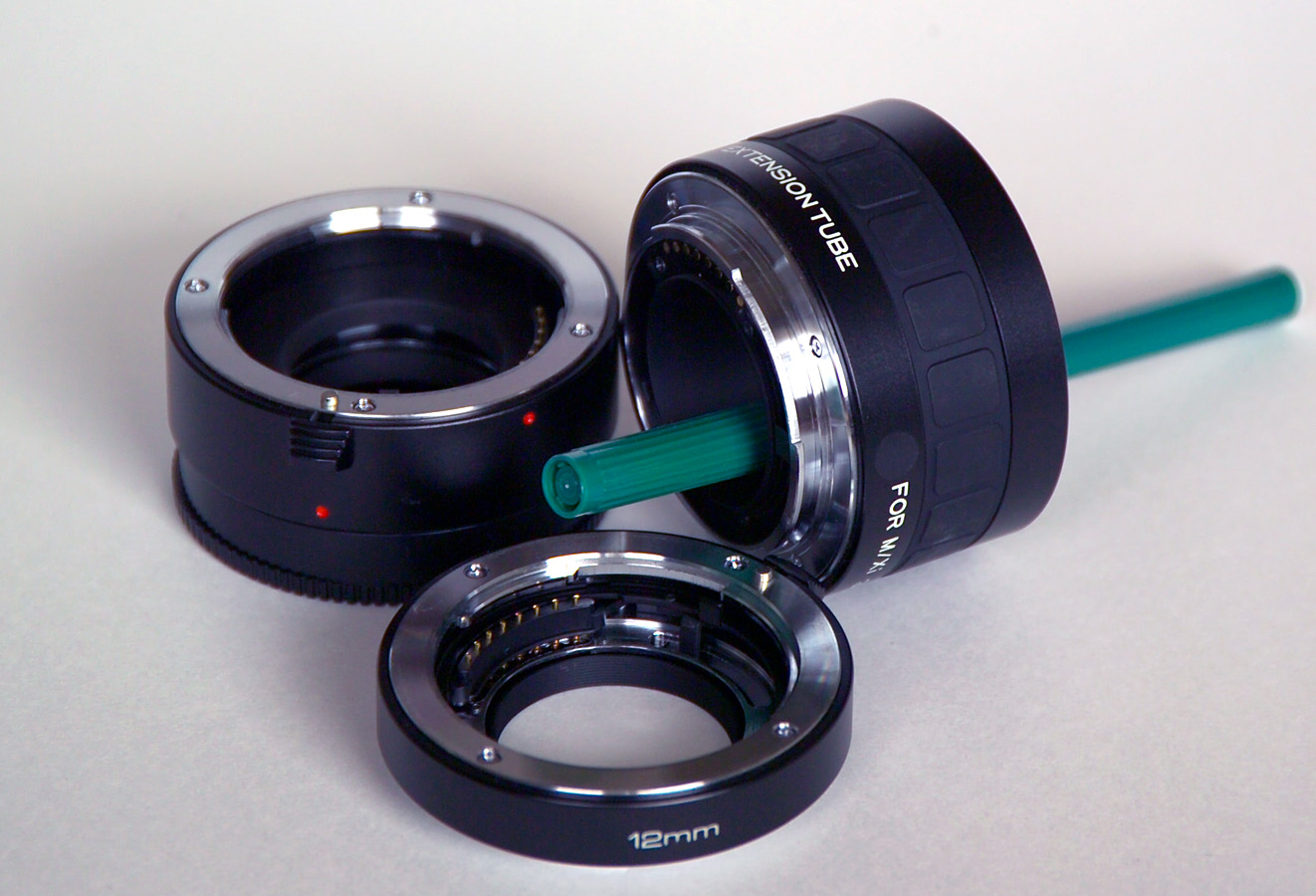
여러 익스텐션 튜브들

익스텐션 튜브(영어: extension tube)는 더 가까운 거리에 초점을 맞출 수 있도록 하는 렌즈 액세서리이다. 접사 시에 많이 사용된다. 익스텐션 튜브는 카메라 바디와 주 렌즈 사이에 설치한다. 익스텐션 튜브 안에는 아무런 렌즈가 없다.
속이 빈 경통이라고 보면 된다. 우리말로는 접사링이라고 한다.

## 같이 보기
- 카메라

1. ↑  “로봇 곤충(초접사 화보집 로봇 아닙니다 곤충입니다) : 네이버 블로그”. 2023년 8월 13일에 확인함.